# توني بلاكمان
توني بلاكمان (بالإنجليزية: Toni Blackman)  هي مغنية راب أمريكية (متخصصة في الاسلوب الحر للهيب هوب) وهي ممثلة وكاتبة، كانت أول سفيرة هيب هوب من قبل وزارة الخارجية الأمريكية. بالإضافة إلى ذلك، تم اختيارها كفنانة عام 2006 لجولة ضمن برنامج إيقاع الطريق، وعملت لاحقًا في لجنة الاختيار للموسيقى الأمريكية بالخارج (سابقًا موسيقى الجاز في مركز إيقاع لينكولن سنتر) مع الأصوات الأمريكية.  

## الحياة المهنية
أول مبعوثة لثقافية الهيب هوب من قبل وزارة الخارجية الأمريكية، خدمت بلاكمان في السنغال وساحل العاج وجمهورية الكونغو الديمقراطية وغانا وبوتسوانا وسوازيلاند حيث ألقت محاضرات حول موسيقى وثقافة الهيب هوب. سافرت طوني أيضًا في جميع أنحاء أوروبا وأنغولا والبرازيل وكندا وقامت بجولة في دول جنوب شرق آسيا (الفلبين وإندونيسيا وتايلاند وتايوان) كجزء من موسيقى الجاز في برنامج لينكولن سنتر وبرنامج إيقاع الطريق، حيث عملت في أكثر دولة في العالم والتي مزقتها الحرب للترويج للمصالحة وإعادة التأهيل لتلك المناطق.
كانت بلاكمان المديرة المؤسسة لـ Freestyle Union، وهي ورشة عمل سايفر تستخدم الأسلوب الحر كأداة لتعزيز المسؤولية الاجتماعية، وتم منحها زمالتين مرموقتين. عملت بلاكمان كزميلة في مؤسسة Echoing Green Foundation وكزميلة في معهد المجتمع المفتوح (مؤسسة سوروس) التي أطلقت من خلاله برنامجها Rhyme Like A Girl المعروفة سابقًا باسم ADI. وهي أيضارائدة في مجال عمل مسرح الهيب هوب، أسست حركة الهيب هوب للفنون (HHAM) التي توقفت عن العمل أثناء وجودها في جامعة هوارد عام 1992. وقد شاركت في مهرجان مسرح الهيب هوب وشاركت في تأليف مسرحية كوابيس الهيب هوب لجيوبي براون مع Psalmayene 24 كعرض ACT-Co في ARENA Stage في واشنطن العاصمة. وهي أيضًا عضو في لجنة الكلمات المنطوقة في فرع نيويورك من أكاديمية للتسجيلات. 
قامت بلاكمان بأداء عرض إلى جانب إريكا بادو، موس ديف، جورو، ذا الروتس، وو تانج كلان، ليليث فار، ديف الشعر.  أدّت في مجموعة من الأماكن بما في ذلك مركز كنيدي في واشنطن العاصمة ومركز لينكولن في نيويورك.
في عام 2009، تحدث بلاكمان في مؤتمر بيو مانزو الدولي في ريميني بإيطاليا، وفي عام 2010 سهّل إقامة فنان رائدة في مركز جيفرسون للفنون مع فتيات من ليبيريا والسودان والصومال والولايات المتحدة، وتحدث في جامعة هارفارد كجزء من بكاري كيتوانا ضمن تعاونات في سلسلة جلسات الراب على أداء أغنية مع فرقة الراب الأذربيجانية داييرمان، مكرسة لضحايا مذبحة خوجالي  
في مقابلة مع مغنية الراب توني بلاكمان في مقالة علمية عن الفتيات و «العاهرات السيئات» في ثقافة الفيديوهات الهيب هوب على الأنترنت، كتبتها عالمة الموسيقى العرقية وعالمة وسائل الإعلام الاجتماعية Kyra Gaunt في مجلة دراسات الموسيقى الشعبية (2015).

## موسيقى
1. المشي عبر The Fear Feat Zo و Toni Blackman [11]
2. المشي من خلال الخوف - التأمل الموجه
3. المشي من خلال الخوف - تأمل التأمل
4. الكلمة F - تأمل الهيب هوب على الغفران - توني بلاكمان